# Hrabstwo Pike (Missisipi)
Hrabstwo Pike (ang. Pike County) – hrabstwo w stanie Missisipi w Stanach Zjednoczonych. Obszar całkowity hrabstwa obejmuje powierzchnię 410,78 mil² (1063,92 km²). Według szacunków United States Census Bureau w roku 2009 miało 39 834 mieszkańców.
Hrabstwo powstało w 1815 roku.

## Miejscowości
- Magnolia
- McComb
- Osyka
- Summit[4]

| Populacja hrabstwa w poprzednich latach | Populacja hrabstwa w poprzednich latach |
| Rok                                     | Liczba ludności                         |
| --------------------------------------- | --------------------------------------- |
| 1980                                    | 36 167                                  |
| 1990                                    | 36 882                                  |
| 2000                                    | 38 940                                  |
| 2005                                    | 39 426                                  |